# Medalla a los Combatientes
La medalla El Honorable Congreso de la Nación a los Combatientes es una condecoración  otorgada por la República Argentina a todos los que lucharon en la guerra por la reivindicación territorial de las islas Malvinas, Islas Georgias del Sur y Sandwich del Sur, en las acciones bélicas del 2 de abril al 14 de junio de 1982.

## Descripción
La medalla es de metal blanco, en cuyo anverso lucen los colores patrios,las islas Malvinas en sobrerelieve, el nombre y apellido del combatiente, y en el reverso la inscripción «El Honorable Congreso de la Nación a los Combatientes». En el diploma consta la leyenda del reverso de la medalla.

## Creación
La misma fue creada durante el gobierno de Raúl Alfonsín por la ley 23 118/84, sanciónada el 30 de septiembre de 1984, promulgada por medio del decreto 3522 el 31 de octubre de 1984  y publicada en el Boletín Oficial el 9 de noviémbre de 1984.
Su texto dice:
Artículo 1.º Condecorase a todos los que lucharon en la guerra por la reivindicación territorial de las islas Malvinas, Georgias y Sandwich del Sur, en las acciones bélicas del 2 de abril al 14 de junio de 1982, con una medalla y un diploma.
La medalla será de acero, en cuyo anverso lucirán los colores patrios y el nombre y apellido del combatiente, y en el reverso la inscripción "El Honorable Congreso de la Nación a los Combatientes". En el diploma se hará constar la leyenda del reverso de la medalla.
Artículo 2.º Las condecoraciones serán de una sola y única clase para todos los combatientes en el conflicto bélico.
Artículo 3.º Serán acreedores a la condecoración mencionada los civiles y militares que hubieren combatido en el conflicto bélico, iniciado el 2 de abril de 1982, o en caso de fallecimiento del combatiente, serán acreedores a dicha condecoración, sus derechohabientes.
Artículo 4.º El Ministerio de Defensa Nacional, remitirá la nómina de los ciudadanos a condecorar, exceptuando a aquellos que sean pasibles de sanciones de acuerdo a las prescripciones del Código de Justicia Militar, el Código Penal y/o sus leyes complementarias.
Artículo 5.º.- El ciudadano que no se encontrare incluido en la nómina elaborada por el Ministerio de Defensa Nacional, de conformidad con el artículo precedente, podrá solicitar su incorporación, acreditando fehacientemente haber intervenido en la lucha armada por la reivindicación territorial de las Islas Malvinas, Georgias y Sandwich de Sur, en el carácter de combatiente.

## Actualidad
Con motivo del 30.º aniversario de la finalización de la guerra de las Malvinas, Existe un proyecto de ley en el congreso nacional con el fin de otorgar una medalla de oro y un diploma, en cuyo frente se encontrará grabada la silueta de las Islas Malvinas, y en el reverso la inscripción «El Pueblo Argentino en Gratitud a los Héroes de Malvinas». En el diploma se haría constar la leyenda del dorso de la medalla.